# Amaranthus crassipes
Amaranthus crassipes är en amarantväxtart som beskrevs av Diederich Franz Leonhard von Schlechtendal. Amaranthus crassipes ingår i släktet amaranter, och familjen amarantväxter. Inga underarter finns listade i Catalogue of Life.